# 藤山扇治郎
藤山 扇治郎（ふじやま せんじろう、1987年1月21日 - ）は、日本の俳優。本名および旧芸名、酒井 扇治郎（さかい せんじろう）。
京都府出身。東山高等学校、関西大学文学部国語国文科卒業。松竹芸能所属。松竹新喜劇座員。祖父は喜劇役者の藤山寛美、伯母は女優の藤山直美。妻は元宝塚歌劇団星組トップスターの北翔海莉。

## 来歴
父は小唄白扇派の家元・白扇夕樹夫で、母は藤山寛美の五女。「扇治郎」の名は祖父・寛美が、白扇派より「扇」の一字を、寛美の本名・稲垣寛治より「治」の一字をとって名付けた。
幼い頃より日本舞踊や小唄の素養を身につけ、1993年、6歳の時に祖父・寛美と親交のあった中村勘三郎（当時勘九郎）に誘われて藤山扇治郎の芸名で東京・歌舞伎座での『怪談乳房榎』で初舞台を踏むと、中村勘三郎と親子役を演じた。以来名子役として歌舞伎や伯母・直美の舞台やテレビドラマで活躍。2002年に東山高等学校へ進学すると、高校1年生の時に伯母・直美主演の舞台『夢噺 桂春団治』に出演して以降は、高校・大学と学業に専念することとなった。
関西大学を卒業後の2009年7月に劇団赤鬼公演『FOR LIFE!』に客演して、本名の酒井扇治郎で本格的に俳優デビューを飾った。その後単身上京し2010年より劇団青年座研究所へ入所して本格的に演技を学び、2012年からは青年座映画放送に所属して昼ドラ『鈴子の恋 ミヤコ蝶々女の一代記』（フジテレビ系）で初めて連続ドラマへのレギュラー出演を果たすと、同じくレギュラー出演した昼ドラ『赤い糸の女』（フジテレビ系）ではヒロイン・三倉茉奈の恋人役を演じるなど数々のテレビドラマへ出演した。
2013年には再び藤山扇治郎と改名した後、松竹新喜劇が若手団員育成を目的に開催したワークショップへ応募したことをきっかけに同年9月の巡業公演にて『丘の一本杉』で初めて松竹新喜劇の舞台に立ち、創立65周年を迎える松竹新喜劇より声をかけられて同年11月に正式に入団。大阪松竹座での「劇団創立65周年記念 松竹新喜劇特別公演」において松竹新喜劇の代表作『お祭り提灯』で祖父・寛美の当たり役、丁稚の三太郎役などを演じて団員デビューを飾った。以降は青年座に在籍したままで映像関連の仕事を継続しつつ、地方巡業を含め新喜劇の舞台に優先して出演している。また、2015年4月からはKISS-FM神戸『週刊神戸式』で初のラジオパーソナリティを務めるなど、活躍の場を広げている。
2015年12月には、松竹新喜劇の新たな顔として次代の上方文化を牽引する存在との期待を受け、平成27年度咲くやこの花賞（演劇・舞踊部門）を受賞。2016年には若手俳優の勉強会「若藤会」を立ち上げ、10月に国立文楽劇場で自主公演を行う。
2017年5月公開の『家族はつらいよ2』で映画に初出演。翌6月の大阪松竹座『銀二貫』で外部の舞台作品に初主演。
2018年度後期の『まんぷく』でNHK連続テレビ小説に初出演し、安藤サクラ演じるヒロインに思いを寄せ缶詰を送り続ける姿が話題となって全国的な知名度を得た。
かつて松竹新喜劇に所属した浪花千栄子をモデルとした2020年度後期放送の『おちょやん』で再びNHK連続テレビ小説に出演して、鶴亀新喜劇の劇団員役を演じている。
2024年11月11日付で長らく在籍した東京の青年座映画放送から祖父・藤山寛美とゆかりが深い大阪の松竹芸能へ移籍した。
私生活では、2018年5月の松竹の舞台『蘭 〜緒方洪庵 浪華の事件帳〜』での共演を機に知り合った元宝塚歌劇団星組トップスター・北翔海莉と同年11月10日に結婚した。2020年5月21日、妻・北翔海莉が第1子の妊娠を発表し、9月12日、第1子の男児が誕生した。

## 人物・エピソード
- 身長は163cm、体重は52kg。
- 血液型はA型。
- 特技は日本舞踊・小唄・長唄・三味線。
- 趣味は草野球。
- 祖父・藤山寛美は3歳の時に亡くなっており生前の記憶はなく、寛美の舞台は映像でしか見たことがない[11]。大学時代に見た伯母・直美の舞台で上方喜劇に魅せられ、上京後ホームシックとなった時に松竹新喜劇の映像を見てその涙と笑いが溢れる人情豊かな芝居の魅力を再認識して、松竹新喜劇入りを志す[3][7][26]。祖父・寛美は「遠い目標」とし[10]、将来の二代目藤山寛美襲名の可能性を問われた際には「周りが決めること。そう思っていただけるだけでも大変うれしい」「二代目襲名を期待してくれるのはうれしいのですが、まだまだ修業の身。祖父の存在は偉大過ぎて」と語っている[3][27]。

## 受賞歴
- 十三夜会賞 奨励賞（2013年11月）
- 平成27年度 咲くやこの花賞 演劇・舞踊部門（2015年）[13]

## 出演

### 舞台

#### 松竹新喜劇公演
- 松竹新喜劇 親子の絆・二題「丘の一本杉」「お種と仙太郎」（2013年9月、巡業） - 幸太郎（「丘の一本杉」）、仙太郎（「お種と仙太郎」） 役
- 劇団創立65周年 松竹新喜劇特別公演（2013年11月、大阪松竹座）
- 松竹新喜劇 若手爆笑公演（2014年5月、南座）
- 劇団創立65周年 松竹新喜劇特別公演（2014年7月、新橋演舞場）
- 松竹新喜劇 錦秋公演（2014年11月、大阪松竹座）
- 松竹新喜劇 爆笑公演（2015年5月 - 6月、巡業）
- 松竹新喜劇 葉月爆笑公演（2015年8月、南座）
- 松竹新喜劇 新秋公演「一姫二太郎三かぼちゃ（昼の部）」「お祭り提灯（昼の部）」「お色気噺お伊勢帰り（夜の部）」「愚兄愚弟（夜の部）」（2015年9月、新橋演舞場）
- 松竹新喜劇 錦秋公演「はっぴとズボン（昼の部）」「はるかなり道頓堀（昼の部）」「愛の設計図（夜の部）」「お種と仙太郎（夜の部）」（2015年11月、松竹座）
- 初笑い! 松竹新喜劇 新春お年玉公演「えくぼ」「浪花の夢 宝の入船」（2016年1月、南座）
- 二月喜劇名作公演「名代 きつねずし」「単身赴任はチントンシャン」（2016年2月、新橋演舞場）
- 松竹新喜劇・香西かおり合同公演「一姫二太郎三かぼちゃ」（2016年3月、中日劇場）
- 藤山寛美二十七回忌追善　松竹新喜劇「夜明けのスモッグ」「大当り高津の富くじ」（2016年5月松竹座・岡山市民会館・草津クレアホール）
- 松竹新喜劇 爆笑七夕公演「愛の設計図(昼の部)」「浪花の夢 宝の入船(昼の部)」「夜明けのスモッグ（夜の部）」「はるかなり道頓堀（夜の部）」（2016年7月、新橋演舞場）
- 神野美伽特別公演　松竹新喜劇参加公演「世は情け なにわ長屋の大騒動」（2016年12月、新歌舞伎座）
- 二月喜劇名作公演「恋の免許皆伝」（2017年2月、新橋演舞場）
- 松竹新喜劇　爆笑公演「新・親バカ子バカ」「お染風邪久松留守」（2017年5月、上富田文化会館、和歌山市民会館、SAYAKAホール大ホール、たんば田園交響ホール、たつの市総合文化会館　赤とんぼ文化ホール、中日劇場）
- 松竹新喜劇 新秋公演「新・親バカ子バカ（昼の部）」「帰って来た男（昼の部）」「鼓（つづみ）（夜の部）」（2017年9月、新橋演舞場）
- 松竹新喜劇 錦秋公演「新・親バカ子バカ」「帰って来た男」（2017年11月、松竹座）
- 松竹新喜劇「人生双六」「峠の茶屋は大騒ぎ！！」（2018年7月、新橋演舞場）
- 松竹新喜劇「人生双六」「八人の幽霊」（2018年9月、松竹座）
- 初笑い! 松竹新喜劇 新春お年玉公演「お祭り提灯」（2019年1月、南座）
- 二月競春名作喜劇公演「おばあちゃんの子守唄」(2019年2月、新橋演舞場)
- 松竹新喜劇 錦秋公演「大阪の 家族はつらいよ（2019年11月、大阪松竹座）
- 初笑い! 松竹新喜劇 新春お年玉公演「一姫二太郎三かぼちゃ」(2020年1月、南座)
- 松竹新喜劇二月特別公演「大阪の家族はつらいよ」(2020年2月、新橋演舞場)
- 初笑い! 松竹新喜劇 新春お年玉公演「鴨八ネギ次郎」(2021年1月、南座)
- 松竹新喜劇　夏まつり特別公演「新作喜劇　『一休さん』」（2021年7月、南座）
- 初笑い! 松竹新喜劇 新春お年玉公演「お種と仙太郎」(2022年1月、南座)
- 藤山寛美三十三回忌追善 喜劇特別公演「愛の設計図」（2022年5月松竹座、2022年7月新橋演舞場）
- 藤山寛美三十三回忌追善 喜劇特別公演「えくぼ」（2022年10月南座）
- 初笑い! 松竹新喜劇 新春お年玉公演「裏町の友情」(2023年1月、南座)
- 松竹新喜劇特別公演 「花ざくろ」「三味線に惚れたはなし」（2023年5月、松竹座）
- 初笑い！松竹新喜劇　新春お年玉公演「小判掘り出し譚」「蕾（つぼみ）」 (2024年1月、南座)
- 松竹新喜劇　喜劇発祥120年「幸助餅」「村は祭りで大騒ぎ」（2024年5月、大阪松竹座）
- 松竹新喜劇公演「砂糖壺」「人生双六」（2024年11月、大阪松竹座）[28]
- 初笑い！松竹新喜劇　新春お年玉公演「嗚呼！恋は勘違い」「淡路島温泉町値上がり中」 (2025年1月、南座)[29]
- 松竹創業130周年 春だ！笑いだ！松竹新喜劇　陽春公演「二階の奥さん」「人生双六」（2025年4月、大阪松竹座）[30]
- 秋だ！笑いだ！松竹松竹新喜劇九月公演「愚兄愚弟」「駕籠や捕物帳」（2025年9月、大阪松竹座）[31]

#### 若藤会公演
- 僕の東京日記（2016年10月、国立文楽劇場）
- エル・スール〜我が心のふるさと博多、そして西鉄ライオンズ〜（2018年2月、ABCホール）
- 喜劇　消費税の上がらんうちに！（2019年4月、国立文楽劇場小ホール、名古屋今池ガスホール）

#### その他公演
- 怪談乳房榎（1993年、歌舞伎座） - 真与太郎 役
- 夫婦善哉（1994年、南座）
- 恋女房染分手綱（1995年、南座）
- 幡随長兵衛（1995年、南座）
- はなのお六道中みやげ（1996年、中座）
- 闇梅百物語（1997年、南座）
- 鏡獅子（2000年4月、歌舞伎座） - 胡蝶の精 役
- 夢噺 桂春団治 沢田研二版（2002年5月、大阪松竹座） - 池田屋丁稚・寛太、落語家・チョボ団治 役
- 夢噺 桂春団治 中村勘九郎版（2002年7月、新橋演舞場） - 池田屋丁稚・寛太、落語家・チョボ団治 役
- FOR LIFE!（2009年8月、劇団赤鬼公演、ABCホール） - 大村時雄 役
- 夏の夜の夢（2011年2月、青年座劇場） - ボトム 役
- 柳田國男と河童（2011年8月、福崎町文化ホール） - 書生、河童 役
- 道頓堀喜劇祭り（2014年2月、大阪松竹座）
- 五木ひろし新春特別公演（2015年1月、中日劇場）
- 広島に原爆を落とす日（2015年4月、南座・サンシャイン劇場 他）
- 銀二貫（2017年6月、大阪松竹座） - 主演・松吉 役
- 蘭 〜緒方洪庵 浪華の事件帳〜（2018年5月、大阪松竹座・新橋演舞場） - 主演・緒方章 役
- 上州土産百両首（2018年11月、新生若獅子公演、シアターΧ） - 牙次郎 役（友情出演）
- 蘭 〜緒方洪庵 浪華の事件帳〜（2019年8月-9月、巡業） - 主演・緒方章 役
- 南座4月特別公演「若き日の親鸞」(2023年4月、南座)　- 主演・範宴、綽空、善信(後の親鸞) 役
- TENSHO座 Vol.3「熱海殺人事件」(2024年6月、DAIHATSU 心斎橋 角座)

### テレビドラマ
- 鬼平犯科帳 第7シリーズ 第5話「礼金二百両」（1997年4月23日、フジテレビ） - 千代太郎 役
- 座長・花村龍子こんぴら殺人事件（1998年8月14日、フジテレビ） - 花村翼 役
- 水戸黄門 第40部 第19話（2009年12月14日、TBS） - 悪若造 役
- 鈴子の恋 ミヤコ蝶々女の一代記（2012年1月 - 3月、東海テレビ） - 秋夫 役
- 赤い糸の女（2012年9月 - 11月、東海テレビ） - 森下守 役
- カラマーゾフの兄弟（2013年、フジテレビ） - 島田 役
- 刑事110キロ 第3話（2013年5月9日、テレビ朝日） - 森山和男 役
- 激流〜私を憶えていますか?〜 第2回（2013年7月2日、NHK総合）
- 月曜ゴールデン 遺品整理人 谷崎藍子IV〜身代わりの花〜（2014年1月20日、毎日放送制作・TBS） - 西条裕太 役
- 金曜プレステージ 検事・霞夕子6〜不能犯〜（2014年5月23日、フジテレビ） - 勝男 役
- チャンバラが消えた日（2015年8月15日、日本映画専門チャンネル・時代劇専門チャンネル）
- まんまこと〜麻之助裁定帳〜 第7回（2015年9月3日、NHK総合）
- 伝七捕物帳2 第3回（2017年8月18日、NHK BSプレミアム） - 玉山富治郎 役
- 連続テレビ小説（NHK）
  - まんぷく（2018年10月 - ） - 野呂幸吉 役[32]
  - おちょやん（2021年4月 - ） - 須賀廼家万歳 役[19][20]
- ロンダリング 第1話（2025年7月4日、関西テレビ・フジテレビ） - 馬場一馬 役[33]

### ラジオドラマ
- FMシアター（NHK-FM）
  - 『紅いハンカチ』（2013年8月3日）
  - 『川辺のアジール』（2025年8月30日）
- 青春アドベンチャー（NHK-FM）
  - 『ディス・イズ・ザ・デイ』（2019年7月1日 - 5日）
    - 篠村兄弟の恩寵（2019年7月1日）[34]

### 映画
- 家族はつらいよ2（2017年5月28日） - 中村巡査 役[15]
- 妻よ薔薇のように 家族はつらいよIII（2018年5月25日） - 中村巡査 役

### 劇場版アニメ
- コクリコ坂から（2011年）

### ラジオ
- 週刊神戸式（2015年4月4日 - 、KISS-FM神戸） - MC

## 作品

### 音楽
- 名所案内大坂ラプソディー（2018年、岸田敏志作詞・作曲）[注 2][35][36]